# Beires
Beires è un comune spagnolo  situato nella comunità autonoma dell'Andalusia.
- Beires Archiviato l'8 luglio 2008 in Internet Archive. - Página diseñada por Raimundo del Rey Maeso